# Whanganui-Nationalpark

Lage auf der Nordinsel

Der 1986 gegründete Whanganui-Nationalpark (englisch Whanganui National Park) schützt ein 724 km² großes naturbelassenes Gebiet am Fluss Whanganui auf der neuseeländischen Nordinsel.

## Geografie und Klima
Der Whanganui-Nationalpark liegt im Herzen eines großen Tieflandes im Inneren der Nordinsel. Von den Hängen des Vulkans Tongariro kommend, durchfließt der Fluss Whanganui – Neuseelands drittlängster – in zahlreichen Windungen diese Region. An seinem Mittellauf erstreckt sich entlang beider Ufer der Nationalpark. Das Landschaftsbild ist hier teilweise hügelig, teilweise eben. Obwohl sich keine hohen Berge finden, haben der Whanganui und seine Nebenflüsse an einigen Stellen mittels Erosion recht spektakuläre Geländeformationen entstehen lassen.
Die Höhenlage liegt bei 500 bis 746 m.
Das lokale Klima ist generell gemäßigt, mit warmen Sommern, milden bis kühlen Wintern und für neuseeländische Verhältnisse durchschnittlichen Niederschlagsmengen.

## Flora und Fauna
Das Gebiet des Nationalparks ist fast vollständig bewaldet. Die dominierenden Baumarten sind Steineibengewächse (Nadelbäume der südlichen Hemisphäre) und verschiedene einheimische subtropische Laubbäume. In höheren Lagen herrschen Buchen vor. Ein botanisches Highlight sind Baumfarne.
Die Wälder an den Ufern des Whanganui sind der Lebensraum zahlreicher einheimischer Singvogelarten; auf dem Wasser findet sich noch die seltene neuseeländische Blauente. Im Fluss selbst leben unter anderem Aale, Forellen, Flundern und Neunaugen.

## Geschichte
Die Region rund um den Whanganui River ist nur spärlich besiedelt; größere Städte fehlen in der Gegend völlig (abgesehen von der Stadt Whanganui an der Mündung). Trotzdem spielte der Fluss, der Neuseelands längster schiffbarer Wasserweg ist, eine zentrale Rolle in der Geschichte der Nation. Bereits vor Jahrhunderten nutzten Māori ihn als Verkehrsweg zwischen der Küste und dem Binnenland und kultivierten Land an seinen Ufern. Ebenso stellte der Fluss für die frühen europäischen Siedler als noch kein Straßennetz existierte eine wichtige Verkehrsachse dar. Ab 1891 transportierten regelmäßig verkehrende Flussschiffe Menschen und Güter den Whanganui auf- und abwärts. Heute, nachdem der Schiffsverkehr seit langem durch Straße und Schiene ersetzt ist, ist der Fluss ein Eldorado für Paddler, die jedes Jahr zu Tausenden die Naturschönheiten und historischen Stätten des Whanganui-Nationalparks vom Wasser aus entdecken.